# Sakassou
Sakassou  è una città, sottoprefettura e comune della Costa d'Avorio, situata nella regione di Gbêkê. È capoluogo dell'omonimo dipartimento e conta una popolazione di 56 230 abitanti (censimento 2014).